# Медицинская сортировка

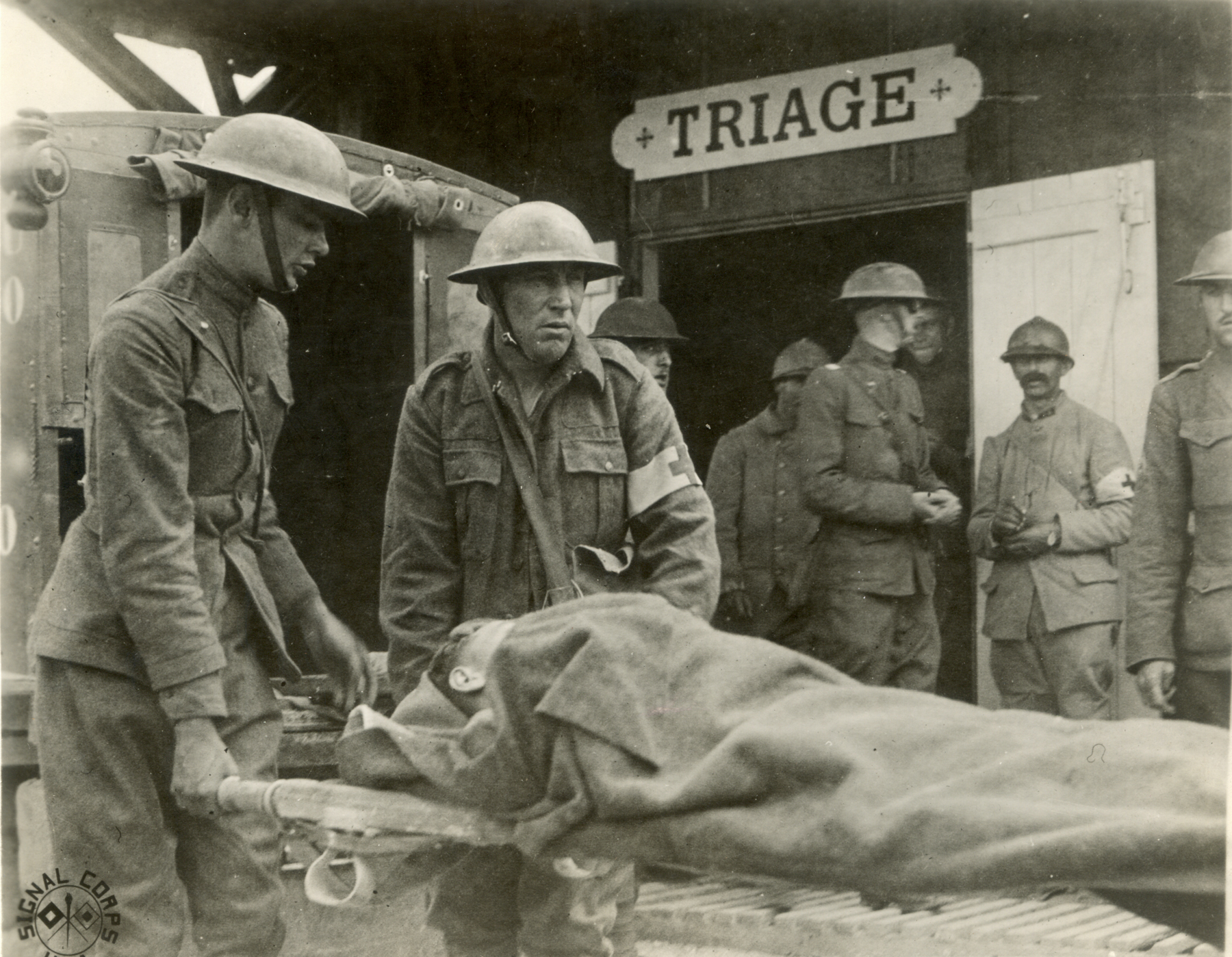
Триаж (медицинская сортировка) во Франции во время Первой мировой войны

Медици́нская сортиро́вка, или триа́ж (фр. triage, сортировка) — распределение пострадавших и больных на группы, исходя из срочности и однородности необходимых мероприятий (лечебных, профилактических, эвакуационных) в конкретной обстановке. Применяется как в военной медицине, так и в медицине катастроф, при массовом поступлении пострадавших.
Даже для двух одновременно поступивших пострадавших требуется проведение медицинской сортировки.
При проведении медицинской сортировки допускается гипердиагностика.
Основа сортировки: единые представления о диагностике, лечебных мероприятиях и прогнозах результатов лечения.
Цель сортировки: обеспечить своевременное оказание медицинской помощи максимальному числу пострадавших в оптимальном объёме.
Состояние пострадавших детей и беременных женщин без видимых повреждений всегда оценивается как тяжёлое, эвакуация и оказание помощи производится в первую очередь.

## В России
Основные Пироговские сортировочные признаки:
- опасность пострадавшего для окружающих;
- нуждаемость пострадавшего в лечебных мероприятиях;
- нуждаемость пострадавшего в эвакуации.

В зависимости от решаемых задач выделяют два вида сортировки:
- Эвакуационно-транспортная — распределение пострадавших на 3 группы:
  - подлежащие дальнейшей эвакуации, при этом решаются следующие вопросы:
    - куда?
    - каким транспортом?
    - в каком положении?
    - в какую очередь?
      - должен быть отправлен пострадавший;

  - нуждающиеся в помощи на месте;
  - не нуждающиеся в дальнейших медицинских мероприятиях, то есть те, кто могут быть отпущены (отправлены).
- Внутрипунктовая — распределение пострадавших на группы для принятия решения об оказании медицинской помощи на данном этапе медицинской эвакуации[5][6][7] (при этом решаются следующие вопросы: где, в какую очередь, в каком объёме необходимо оказать помощь). Выделяют следующие основные группы пострадавших:
  - нуждающиеся в оказании неотложной помощи;
  - те, которым помощь может быть отсрочена;
  - в агональной стадии.

Сложность вызывают лица, представляющие опасность для окружающих (острые психические расстройства, заражённые особо опасной инфекцией, инконтаминированные отравляющими веществами и радиоактивной пылью). Они могут подлежать специальной обработке (дегазации, дезактивации, демеркуризации и т. д.), санитарной обработке, нуждаться во временной изоляции. Это не исключает нуждаемость данных лиц в лечебных и эвакуационных мероприятиях.
Сортировка должна проводиться непрерывно, преемственно и конкретно.
К организации и проведению медицинской сортировки должен быть привлечён наиболее подготовленный персонал из имеющихся в данный момент медицинских специалистов.

## В других странах

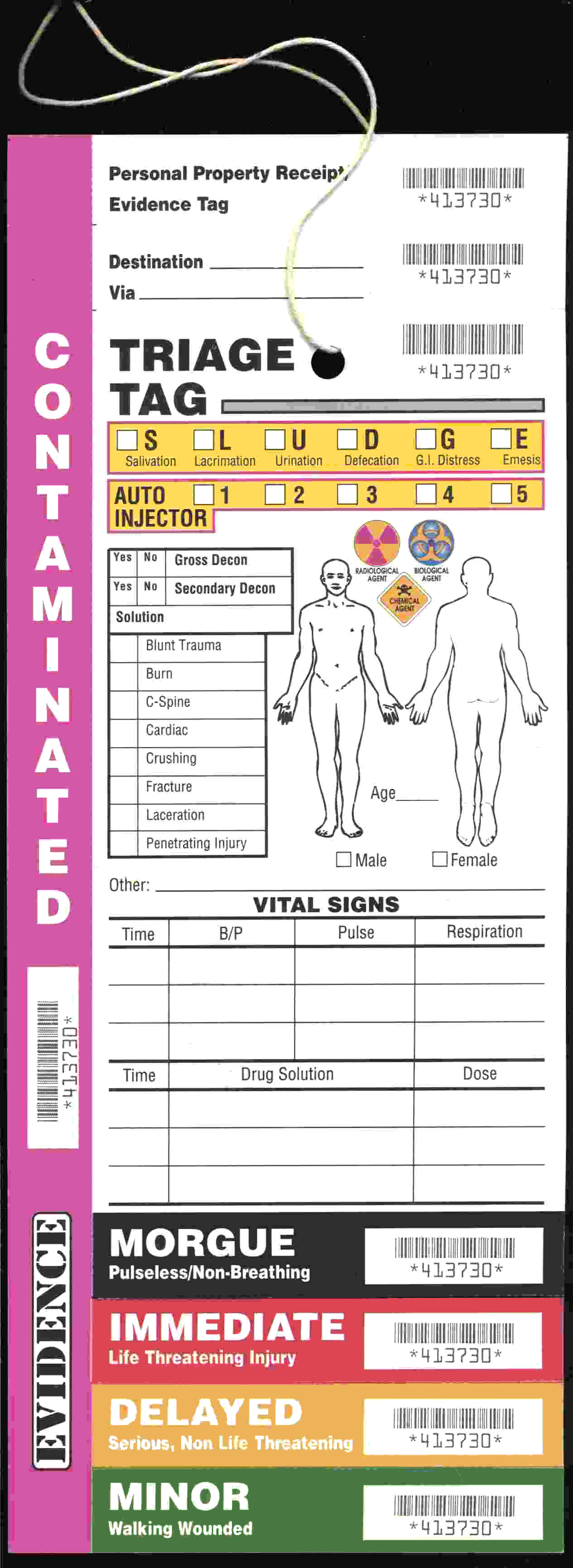
Карточка медицинской сортировки (Дания)

Современная система медицинской сортировки (триаж) в большинстве западных стран основывается на разделении всех пострадавших на четыре группы, каждой из которых присвоен свой цветовой код:
|     | Категория                     | Пояснение                                                             | Действие                                                                           |
| --- | ----------------------------- | --------------------------------------------------------------------- | ---------------------------------------------------------------------------------- |
| 0   | Morgue (морг)                 | Пострадавшие, у которых отсутствует дыхание и пульс, и агонизирующие. | Помощь не оказывается.                                                             |
| I   | Immediate (неотложная помощь) | Тяжёлые пострадавшие, которые могут умереть в течение часа.           | Немедленное оказание помощи и транспортировка в больницу.                          |
| II  | Delayed (срочная помощь)      | Тяжёлые пострадавшие, чья жизнь пока не находится под угрозой.        | Стабилизация состояния и транспортировка во вторую очередь.                        |
| III | Minor (несрочная помощь)      | Пострадавшие, способные передвигаться самостоятельно.                 | Помощь оказывается в последнюю очередь. В больницу могут добраться самостоятельно. |

Данная система предназначена для определения очерёдности оказания медицинской помощи и транспортировки в больницу при наличии большого количества пострадавших, но ограниченного количества медицинского персонала и средств транспортировки. Весь процесс оценки состояния одного пострадавшего занимает, как правило, менее 60 секунд. По завершении оценки пострадавшие помечаются цветом одной из четырёх категорий сортировки в виде специальной цветной бирки (англ. triage tag) и цветного фонарика (в тёмное время суток) либо просто цветной ленты.
Существуют различные методы медицинской сортировки: SALT (sort, assess, lifesaving interventions, treatment/transport), SAVE (secondary assessment of victim endpoint), JumpSTART, Care Flight Triage, Triage Sieve, Sacco triage method, Pediatric triage tape и другие. Разные методы приспособлены для использования в различных обстоятельствах. Например, метод SAVE предназначен для вторичного триажа при землетрясениях, когда из-за разрушенной инфраструктуры немедленная госпитализация пострадавших невозможна. Метод JumpSTART используется для медицинской сортировки пострадавших детского возраста; и т. д. Большинство из методов предназначены для триажа при несчастных случаях и стихийных бедствиях. Однако существуют также методы сортировки для пострадавших в результате химического, биологического или радиационного загрязнения.
После первичного триажа состояние пострадавшего может ухудшиться или улучшиться, поэтому сортировка продолжает осуществляться всё время осуществления спасательной операции и пострадавшие в любой момент могут быть переквалифицированы из одной категории в другую. Внутри одной категории предпочтение отдаётся детям и беременным женщинам.

### Метод START
Один из наиболее распространённых методов первичной медицинской сортировки получил название START (simple triage and rapid treatment). Данный метод был разработан в 1983 году специалистами Пожарного департамента г. Ньюпорт-Бич в Калифорнии (Newport Beach Fire Department), совместно с врачами местной больницы Хоаг (Hoag Hospital). Он предназначался для использования пожарными и экстренными службами в случае землетрясения или других глобальных природных бедствий. Однако впоследствии он также стал стандартным методом медицинской сортировки при оказании помощи пострадавшим в результате терактов, а также крушения поездов, автобусов и других несчастных случаев с большим числом пострадавших.
Согласно методу START, спасатели, первыми прибывшими на место происшествия, сначала отделяют легкораненых от остальных пострадавших. Для этого они просят всех, кто в состоянии передвигаться самостоятельно, отойти от остальных пострадавших и собирают их в определённом месте, где их помечают зелёным цветом. Эти пострадавшие либо получили лёгкие ранения, либо вообще не получили ранений и помощь им оказывается уже после оказания помощи более тяжёлым пострадавшим.
Далее спасатели обследуют пострадавших, которые не могут передвигаться, и определяют у них наличие дыхания, кровообращения и неврологических функций, на основании чего разделяют оставшихся пострадавших на три категории: нуждающиеся в неотложной помощи, в срочной помощи и мёртвые.
В первую очередь спасатели определяют, дышит ли пострадавший. Если он не дышит, они проверяют его дыхательные пути и устраняют препятствия для дыхания. Если дыхание пострадавшего после этого не восстановилось, считается, что жертва мертва, и тело помечают чёрным цветом.
Если пострадавший дышит, то спасатели измеряют его частоту дыхательных движений. В случае, если она составляет более 30 в минуту, то пострадавший помечается красным цветом, требующим неотложной помощи, так как увеличение частоты дыхательных движений является одним из признаков шока.
После этого спасатели определяют у пострадавшего наличие пульса на запястье. Если пульс не прощупывается, то пострадавшего помечают красным цветом, а если пульс есть, то проводят тест капиллярных сосудов, нажимая на ноготь пальца руки, пока он не побелеет, а затем считая, за сколько секунд кровь вернётся обратно к пальцу. Если ноготь не порозовеет в течение двух секунд, то пострадавшего помечают красным цветом, а если он приобретёт нормальную окраску ранее, то приступают к последнему тесту — неврологических функций.
Спасатели просят пострадавшего выполнить какое-либо простое действие. Если он адекватно реагирует на их указания, его помечают жёлтым цветом. Если же пострадавший не реагирует на окружающих, его помечают красным цветом, так как его состояние, возможно, является опасным для жизни.
Метод START хорошо зарекомендовал себя среди спасателей благодаря простоте использования, доступной даже лицам, не имеющим профессиональной медицинской подготовки.
Профессиональные врачи, осуществляющие медицинскую сортировку, как правило, пользуются более сложными методами, которые, в частности, позволяют им помечать чёрным цветом не только уже умерших пострадавших, но и тех, чьи ранения, по их заключению, не совместимы с жизнью.
В 1995 году на основе метода START доктор Лу Ромиг (Lou Romig) из Детской больницы Флориды (Florida Children’s Hospital) в Майами разработал метод медицинской сортировки JumpSTART для педиатрических пациентов, который впоследствии стал стандартным при триаже детей в США.

Принадлежности для медицинской сортировки
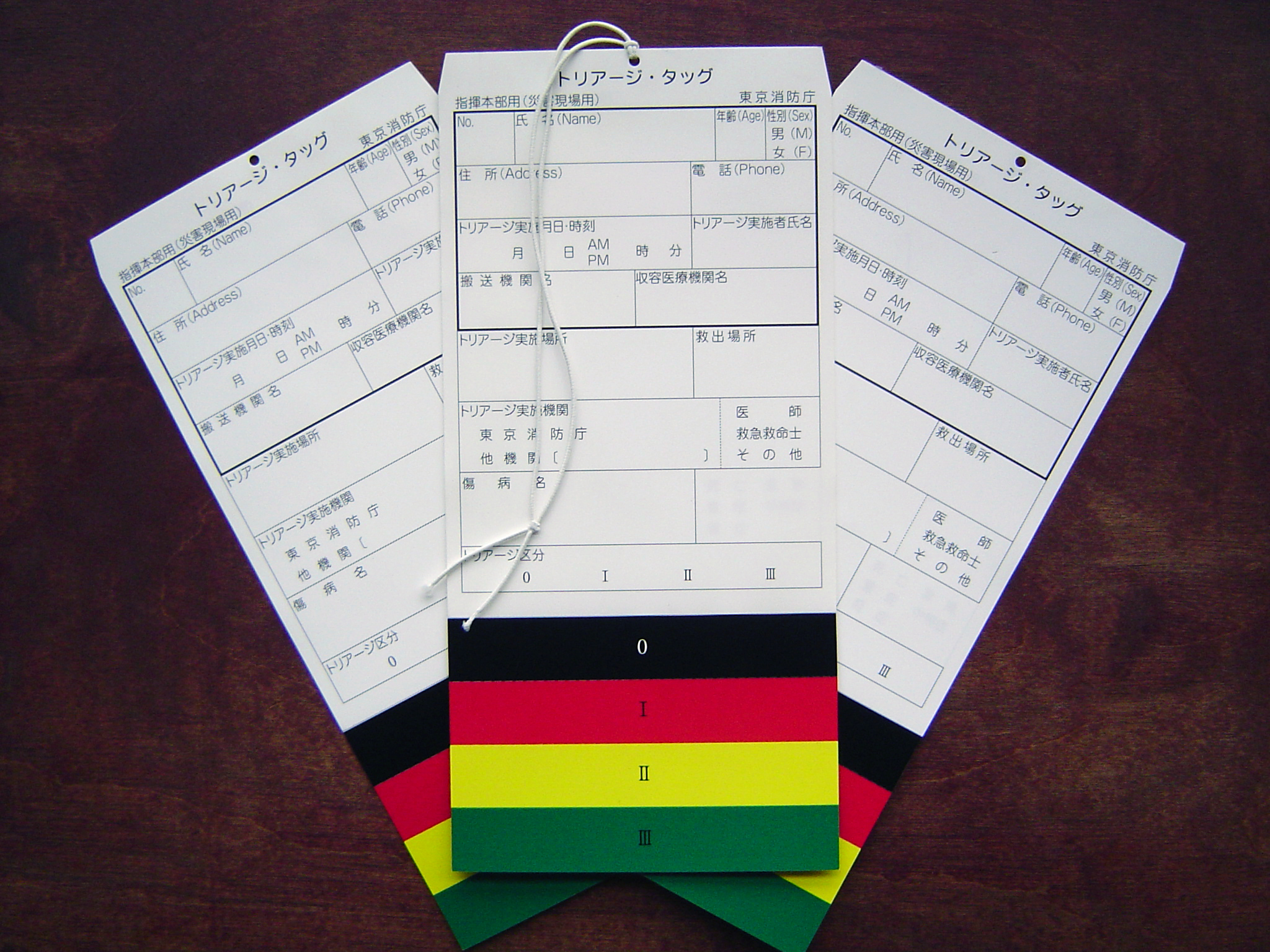
Карточки триажа, используемые японскими пожарными.
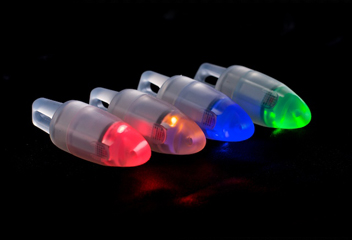
Светящиеся фонари триажа. Слева направо: неотложный, срочный, морг, несрочный.
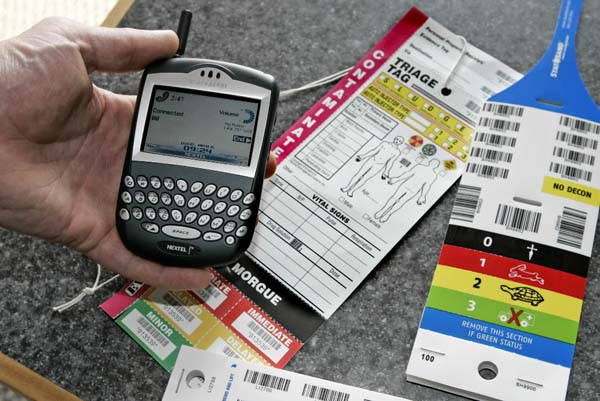
Компьютеризированная система медицинской сортировки.